# Mamadou Soumaré
Mamadou Soumaré (* 1. Januar 1992 in Kaolack, Senegal) ist ein ehemaliger malischer Schwimmer.

## Karriere
Soumaré nahm an den Olympischen Spielen 2012 in London teil. Er schwamm im Wettbewerb 100 m Freistil auf Rang 52.
Außerdem nahm er an den Afrikaspielen 2011 in Maputo, an den Kurzbahnweltmeisterschaften 2012 in Istanbul, den Kurzbahnweltmeisterschaften 2014 in Doha, den Schwimmweltmeisterschaften 2015 in Kasan teil und startet weiterhin in regionalen und nationalen Wettbewerben in Frankreich.
Er setzte nationale Rekorde für Mali auf der Kurzbahn in den 200 m Freistil (Kurzbahnweltmeisterschaften 2012: 2:10,52 min), 100 m Lagen (Kurzbahnweltmeisterschaften 2014: 1:11,39 min), sowie auf der Langbahn im 200 m Freistil (Afrikaspiele 2011: 2:14,06 min).